# Rolando Martínez
Rolando Martínez Ávalos (Ocampo, Tamaulipas; 14 de septiembre de 1982), conocido simplemente como Rolando Martínez, es un presentador de televisión y periodista de cine mexicano.
Durante su carrera ha tenido la oportunidad de entrevistar a directores, productores y actores del cine nacional e internacional, tales como Antonio Banderas, Gael García Bernal, Diego Luna, Megan Fox, Alejandro González Iñárritu, Robert Downey Jr. y Adriana Barraza;  personalidades que han formado parte del programa Cinescape.
Actualmente continúa como presentador del programa "Cinescape" en Mexiquense TV, así como colaborador del canal Cinelatino, Unife y en AZ Cinema.

## Biografía y carrera

### 1982-2002: primeros años de vida
Rolando Martínez Ávalos nació en la ciudad de Ocampo, Tamaulipas el 14 de septiembre de 1982. Fue el segundo hijo del matrimonio conformado por Juan Martínez y Zoila Ávalos, tiene tres hermanos, llamados Juan, Berenice y Diana. Durante su niñez se mudó junto a su familia al Estado de México. Estuvo interesado desde niño por la televisión, así como formar una carrera en el mundo del entretenimiento familiar; citando siempre al presentador Marco Antonio Regil como una inspiración para inclinarse por el campo de la comunicación.
Estudió la licenciatura en Ciencias de la comunicación en la Facultad de Estudios Superiores Acatlán de la Universidad Nacional Autónoma de México, donde realizó distintos trabajos, destacando los de cine; empezó a conocer cortometrajistas, como a Patricia Carrillo, una documentalista que ha ganado en varios festivales, así como al actor Miguel Rodarte, quién protagonizara "El tigre de Santa Julia".

### 2003-2013: Mexiquense TV y Cinescape
En 2003 propuso a Rafael Almazán, productor del programa de revista matutino "Por la mañana" del canal Mexiquense TV, una sección de cine, donde cada jueves mostraba recomendaciones en cartelera.
Tras egresar en 2005 de la universidad se incorporó totalmente a Mexiquense TV, colaborando en un semanario del Estado de México en la sección de espectáculos, y además asistía a premieres de cine. Posteriormente se integró al programa sabatino Revista 34 con Ausencio Cruz, donde realizó la sección de cine, en la que daba recomendaciones en audio. Tiempo después se incorporó como reportero del programa de vídeos, "Adicción visual".
Finalmente en septiembre de 2005 consigue la oportunidad de presentar un proyecto en televisión que tuviese cobertura del cine nacional e internacional, es así como se crea el programa de televisión "Cinescape". Originalmente se programó el estreno del programa para febrero de 2006, pero finalmente dio inicio en diciembre de 2005, con media hora transmisión, y que al poco tiempo se convirtió en uno de los programas más vistos de Mexiquense TV, y logrando posteriormente una hora de transmisión.

### 2014-presente
En 2014 fue presentador del Premio Iberoamericano de Cine Fénix junto a Annette Cuburu; posteriormente en mayo de 2015 fue presentador de la alfombra roja del Premio Ariel durante su LVII edición. 
Además continúa como presentador del programa Cinescape, que en 2025 cumple veintw años al aire.

## Premios y reconocimientos
| Año  | Organización             | Premio           | Trabajo   | Resultado |
| ---- | ------------------------ | ---------------- | --------- | --------- |
| 2007 | Premios Micrófono de oro | Ámbito artístico | Cinescape | Ganador   |

## Trayectoria

### Presentador
| Año           | Programa                            | Notas                           |
| ------------- | ----------------------------------- | ------------------------------- |
| 2005-presente | Cinescape                           | En transmisión                  |
| 2014          | Premio Iberoamericano de Cine Fénix | Presentador invitado            |
| 2015          | Premio Ariel: edición LVII          | Presentador de la alfombra roja |

### Videografía
| Año  | Tema           | Artista     | Notas |
| ---- | -------------- | ----------- | ----- |
| 2015 | «Cuatro lunas» | Paté de Fuá | Cameo |

### Cine
| Año  | Película                | Personaje |
| ---- | ----------------------- | --------- |
| 2022 | «Me casé con un idiota» | Reportero |